# Juan de Zumárraga
Juan de Zumárraga, O. F. M. (1468-1548), fue el primer obispo de la diócesis de México donde llegó en 1528 y el segundo de la Nueva España tras Julián Garcés. Llevó la primera imprenta al Nuevo Mundo. Fue consagrado el 27 de abril de 1533 y nombrado arzobispo en 1547. Fundó la primera capilla en honor a santa María de Guadalupe. Fue superior local y provincial de la Orden de los franciscanos en España, represor de brujas en el País Vasco y de indígenas en Nueva España.

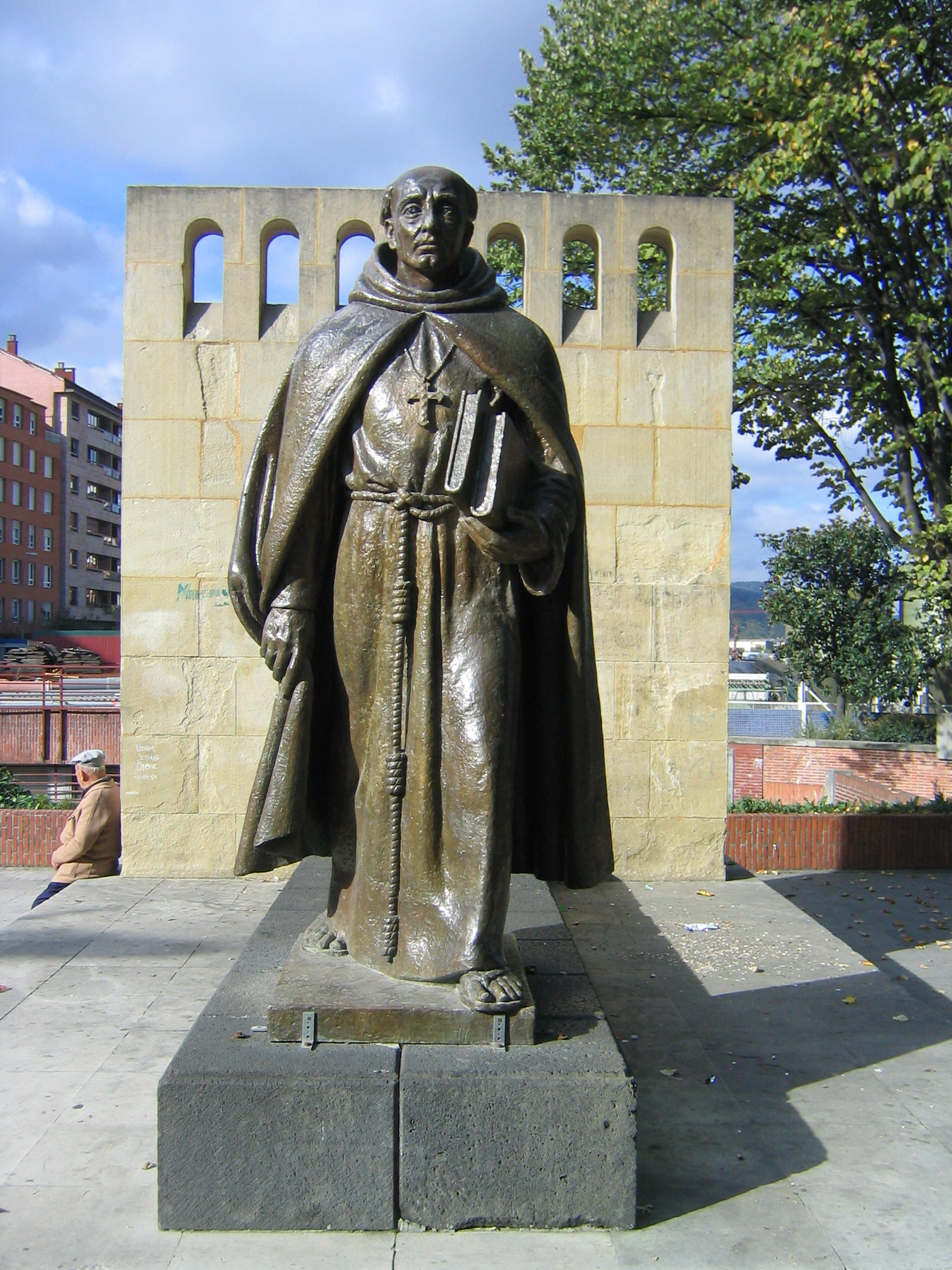
Monumento a fray Juan de Zumárraga en el Parque de Ezkurdi de su tierra natal.

## Biografía
Juan de Zumárraga nació en 1468 en la localidad de Durango, perteneciente al entonces Señorío de Vizcaya, actual Vizcaya en el País Vasco (España), que a su vez formaba parte de la corona de Castilla. Su madre procedía de la familia Muntsaratz que habitaba la torre que lleva su nombre en Abadiño (Vizcaya).
Ingresó en la Orden Franciscana, también llamada "Orden de Frailes Menores", pasando al Scala Coeli en El Abrojo cerca de Valladolid, entonces capital del reino de Castilla y perteneciente a la provincia franciscana de la Concepción, donde fue Padre Guardián.
En 1527, con 60 años de edad, conoció a Carlos V al acudir este a unas sesiones de las Cortes Generales y alojarse en su convento con intención de pasar en él la Semana Santa. El Emperador, al marchar, quiso hacerle una cuantiosa limosna que Fray Juan de Zumárraga rechazó en un primer momento y luego, cuando se vio obligado a aceptarla, destinó a los pobres.

### Primer obispo de México
El encuentro con el Emperador le vale a Zumárraga para ser nombrado Visitador de Navarra y actuar en un proceso sobre brujería en compañía de Fray Andrés de Olmos. Al erigirse el obispado de la diócesis de la Ciudad de México, recién conquistada por Hernán Cortes, Carlos V propuso a  Zumárraga para obispo, y poco después lo nombró Protector de los indios, el 12 de diciembre de 1527. Tras una resistencia inicial, el franciscano aceptó el nombramiento. Partió a América con Fray Andrés de Olmos y los miembros de la primera Audiencia de México que estaba presidida por Nuño de Guzmán y los oidores Parada, Maldonado, Matienzo y Delgadillo en enero de 1528, llegando a México el 6 de diciembre de ese mismo año.
Tras la muerte de los oidores Parada y Maldonado, poco después de su llegada, la Audiencia cayó en un periodo de irregularidades que la enfrentó a Zumárraga, quien, como Protector de los Indios, recibía multitud de reclamaciones de abusos a los cuales no podía dar curso y resolución. El enfrentamiento llegó a su punto álgido en 1530, cuando el presidente Nuño de Guzmán violó el derecho de asilo al sacar por la fuerza a unos presos de la iglesia y Fray Juan de Zumárraga respondió excomulgando a todos los oidores y suspendiendo el rito en la capital. En el marco de estos enfrentamientos y en la frustración en las resoluciones de abusos a los indios, Zumárraga intentó ponerse en contacto con el Emperador Carlos V, al que, tras muchos intentos fallidos, logró exponer los problemas a los que se enfrentaba. El Emperador intervino con la creación del Virreinato en México, nombrando virrey a Antonio de Mendoza y creando una nueva Audiencia presidida por Ramírez de Fuenleal. Fray Juan de Zumárraga recibió orden de presentarse en la corte para dar cuenta de los conflictos habidos. Salió para la metrópoli en mayo de 1532.
El 27 de abril de 1533, tras la intervención del Emperador ante el papa Clemente VII, fue consagrado en el convento de San Francisco de Valladolid y regresó a la Nueva España en junio de 1534, llegando a México en octubre de ese año. Antes de partir a Nueva España, Zumárraga inició la fundación de una hospedería en su villa natal de Durango. Viajó de regreso con algunas familias de artesanos, aunque su plan era que lo acompañaran una treintena de frailes franciscanos. Fray Juan de Zumárraga volvió a México como obispo consagrado pero destituido del cargo de Protector de Indios. 
En 1537 el papa Paulo III autorizó los bautismos colectivos de indios y en 1539 Zumárraga organizó una Junta de Prelados junto a los obispos de Oaxaca, Michoacán y Guatemala para establecer una ordenación sobre esta materia.
En 1535 fue nombrado inquisidor apostólico, cargo que mantendría hasta 1543. En su labor como inquisidor llevó 183 causas contra los sospechosos de idolatría; la mayoría de los acusados eran líderes indígenas, curanderos, y también españoles, incluso dueños de grandes propiedades que eran confiscadas.
En 1539 actuó contra Carlos Ometochtzin, hijo del señor de Texcoco, Nezahualpilli, acusado de apóstata, instigador de la idolatría y de la realización de sacrificios humanos, aunque en realidad fomentaba el alzamiento general de los naturales en contra del gobierno virreinal. Carlos Ometochtzin fue considerado culpable y quemado vivo el 30 de noviembre de ese año en la Plaza Mayor de la Ciudad de México. Su actuación en este caso se vio criticada abiertamente por el Inquisidor General y el Emperador Carlos V por haber actuado contra los paganos conversos como si fueran de otra religión (en teoría la Inquisición solo debía actuar con los fieles católicos), al plantear con claridad los alcances de la jurisdicción inquisitorial, determinándose dejar fuera de la misma a los indígenas, al considerarlos neófitos antes que herejes. Las amonestaciones que Fray Juan de Zumárraga recibió por su labor como inquisidor le hieron plantearse el dejar México y partir para China, aunque finalmente desistió de ello.
En 1544 el Visitador e Inquisidor Francisco Tello de Sandoval llegó a México con la intención imponer las Leyes Nuevas de 1542 que prohibían esclavizar a los indios e incluso, en un principio, la perpetuidad de las encomiendas (revocada inmediatamente). Zumárraga apoyó al virrey para pedir que se suspendiera temporalmente la ley, mientras se realizaban las consultas oportunas, ante el malestar causado entre los encomenderos y relajar así la tensión creada. Ese mismo año presidió la junta en la que se delimitaron las diócesis mexicanas. 
El 8 de julio de 1548 el papa Paulo III lo nombró primer Arzobispo de México aunque para cuando la bula llegó a México Fray Juan de Zumárraga ya había fallecido.

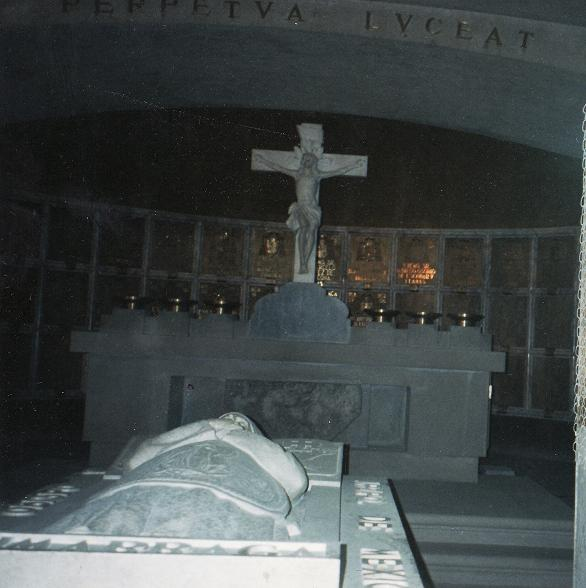
Cripta de los Arzobispos, con el monumento a Fray Juan de Zumárraga en primer plano.

Murió inmerso en una plaga de paperas en la Ciudad de México el 3 de junio de 1548 y está sepultado en la cripta de los Arzobispos de la Catedral Metropolitana de la Ciudad de México.

### La imprenta y los colegios
En 1533 Zumárraga solicitó al Consejo de Indias una imprenta y un molino de papel para instalar en México, aunque en 1536 escribió una misiva a Carlos V alertándole de que tenían obras preparadas para imprimir pero que no podían hacerlo por la carestía del papel.
En 1539 hizo que Juan Cromberger montase una filial de su imprenta de Sevilla en una casa de su propiedad, en la Ciudad de México, poniendo cargo al impresor Juan Pablos. Esta fue la primera imprenta del continente americano. La primera obra editada fue la Breve y más compendiosa doctrina cristiana en lengua mexicana y castellana.
Fray Juan de Zumárraga colaboró activamente en la construcción del colegio Santa Cruz de Tlatelolco, que se inauguró en 1536 y estuvo destinado a la formación de la población de la capital azteca. Luego fundó el colegio de San Juan de Letrán y el primer hospital, al que nombró hospital de Amor de Dios. Inició gestiones para la creación de la universidad. Asimismo, fundó en el Convento de San Francisco de la Ciudad de México la primera biblioteca del continente americano.

### Controversias
Fray Juan de Zumárraga ha sido acusado, de acuerdo a las investigaciones de Wade Davis, de ser el responsable de la quema de miles de códices aztecas referentes al uso ritual del peyote y otras plantas de uso sagrado y medicinal en auténticos actos de fe.
El interés de Zumárraga por la cultura indígena llevó a convencer a fray Andrés de Olmos a investigar sobre las antigüedades indígenas. A su vez sus códices encargados a tlacuilos solían tener información directamente sobre las deidades locales. Olmos se volvió experto en lenguas locales.
Fray Juan de Zumárraga tuvo que responder a un total de 34 acusaciones de abusos contra los indígenas similares a los que él denunciaba.

## Sus escritos, ensayos y catecismos
Personalmente escribió:
- Doctrina breve muy provechosa de las cosas que pertenecen a la fe católica y a la cristiandad en estilo llano para común inteligencia en 1543.
- Doctrina breve para la enseñanza de los indios en 1543.
- Doctrina cristiana cierta y verdadera en 1546.
- Regla cristiana en 1547.

En 1537 escribió a su familia una carta redactada en euskera y en castellano. Esta carta ha sido publicada por la revista Euskera, órgano oficial de la Real Academia de la Lengua Vasca. Es probablemente el texto vasco en prosa más largo conocido anterior a los primeros libros en euskera.

## Las apariciones de la Virgen de Guadalupe

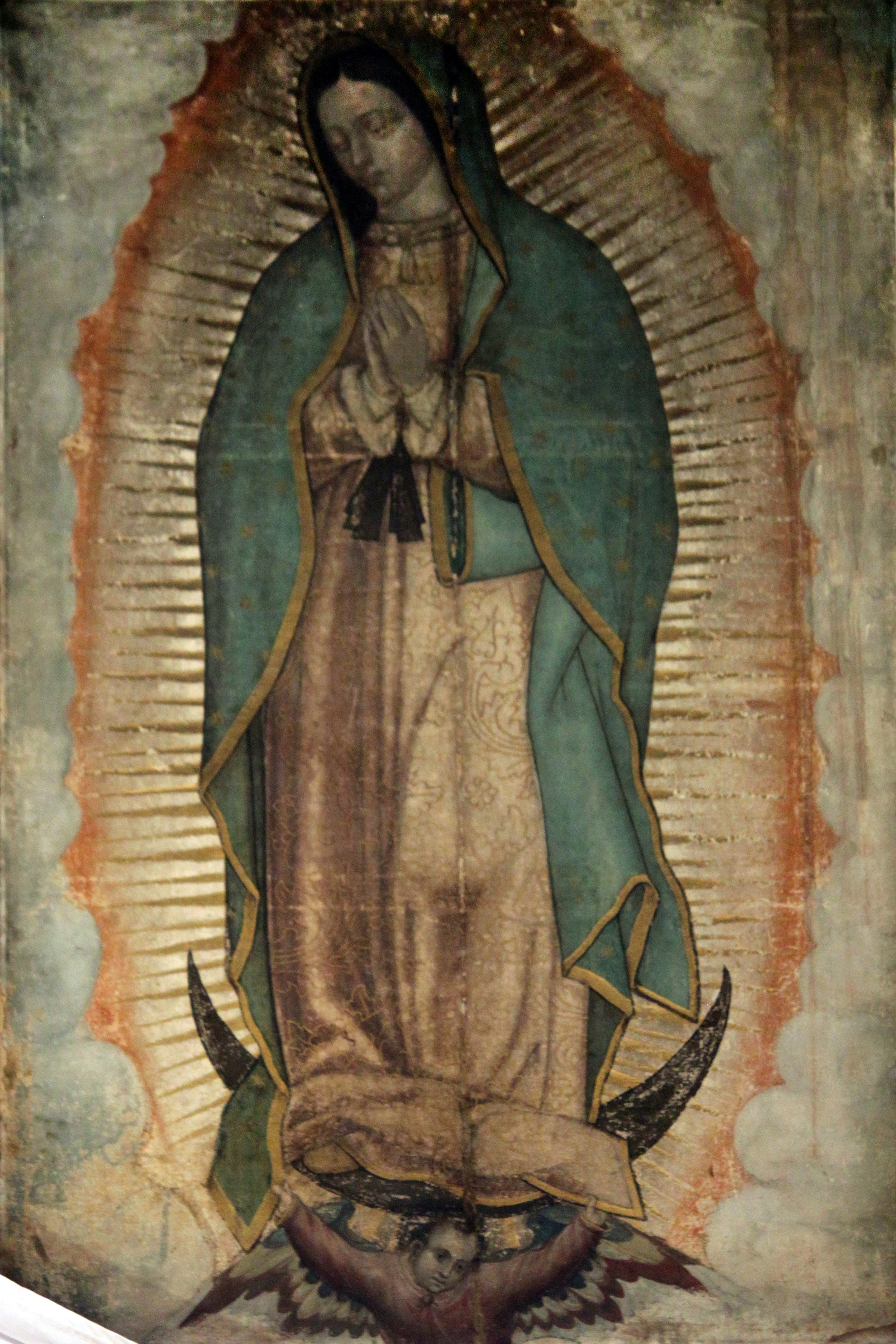
La Virgen de Guadalupe

Según el Nican Mopohua, el relato en que se fundamenta el culto guadalupano, se cuenta que María, madre de Jesús, en su advocación de Virgen de Guadalupe, se apareció en varias ocasiones ante el indígena Juan Diego Cuauhtlatoatzin entre el 9 y el 12 de diciembre (el calendario se llevaba de forma desordenada, por lo que se sabe que fue exactamente el día del equinoccio de 1531 en el cerro del Tepeyac). La Virgen ordenó a Juan Diego que se presentara ante el obispo Zumárraga y le expresara su deseo de contar con un templo en ese mismo sitio. Según la misma narración, Juan Diego acudió en repetidas ocasiones ante Zumárraga para contarle la petición de la Virgen y este no le creyó. Al final, le condicionó la construcción del templo a la presentación de una señal, para lo cual la señora del Cielo instruyó a Juan Diego para que cortara unas rosas de Castilla en el cerro y las llevara al obispo como prueba de la intervención divina. Dichas flores no eran comunes en la Nueva España. Así, el 12 de diciembre de 1531, se obró el milagro: las rosas aparecieron en el Tepeyac, Juan Diego procedió a cortarlas y las transportó en su tilma (vegetal) o ayate (tipo de toga abierta por los lados) a la casa del obispo. Al estar frente a Zumárraga, Juan Diego abrió el ayate y cayeron las flores, momento en que se imprime la imagen de la Virgen a la vista de los presentes. Consta que el Obispo llevó la imagen a su casa hasta que una pequeña ermita fue construida muy rápidamente en el lugar indicado, el cerro del Tepeyac, lugar donde ha permanecido casi 500 años, una tilma hecha de fibra de maguey que es imposible que subsista por más de 50 años. 
A partir de la aparición, y solamente 5 años después, 2 millones de indígenas se convirtieron a pesar de que solo había un puñado de sacerdotes y religiosos. A partir de ello los indígenas que tenían diversas deidades que exigían  sacrificios humanos, entendieron que ya no necesitaban de eso porque Dios mismo se había sacrificado por ellos, siendo la señora del ayate, la reina del cielo y la tierra, y la madre que estaba en espera de ese salvador. Dicho pictograma o forma de escribir de los indígenas de esa época no era conocido por ningún español, por lo que pensar en una manipulación suena muy improbable.
Los milagros que se imputan por intercesión tanto a la Virgen como a san Juan Diego son muchos. El procurador de la causa de canonización de san Juan Diego y encargado del Centro Guadalupano, Eduardo Chávez, escribió un libro titulado La Verdad de Guadalupe, donde se explica en detalle el momento de la Conquista, así como el estado que guardaba la iglesia y la sociedad en ese momento.